# 尼古拉·日耳曼努斯
尼古拉·日耳曼努斯（Nicolaus Germanus，约1420 —约1490）是一位日耳曼製圖師，他採用全新的投影方式，革新製圖方法，對文藝復興的地圖學貢獻重大，還補充了托勒密地圖的資料，以現代化方法重新繪出了《地理學指南》的地圖。

## 姓名

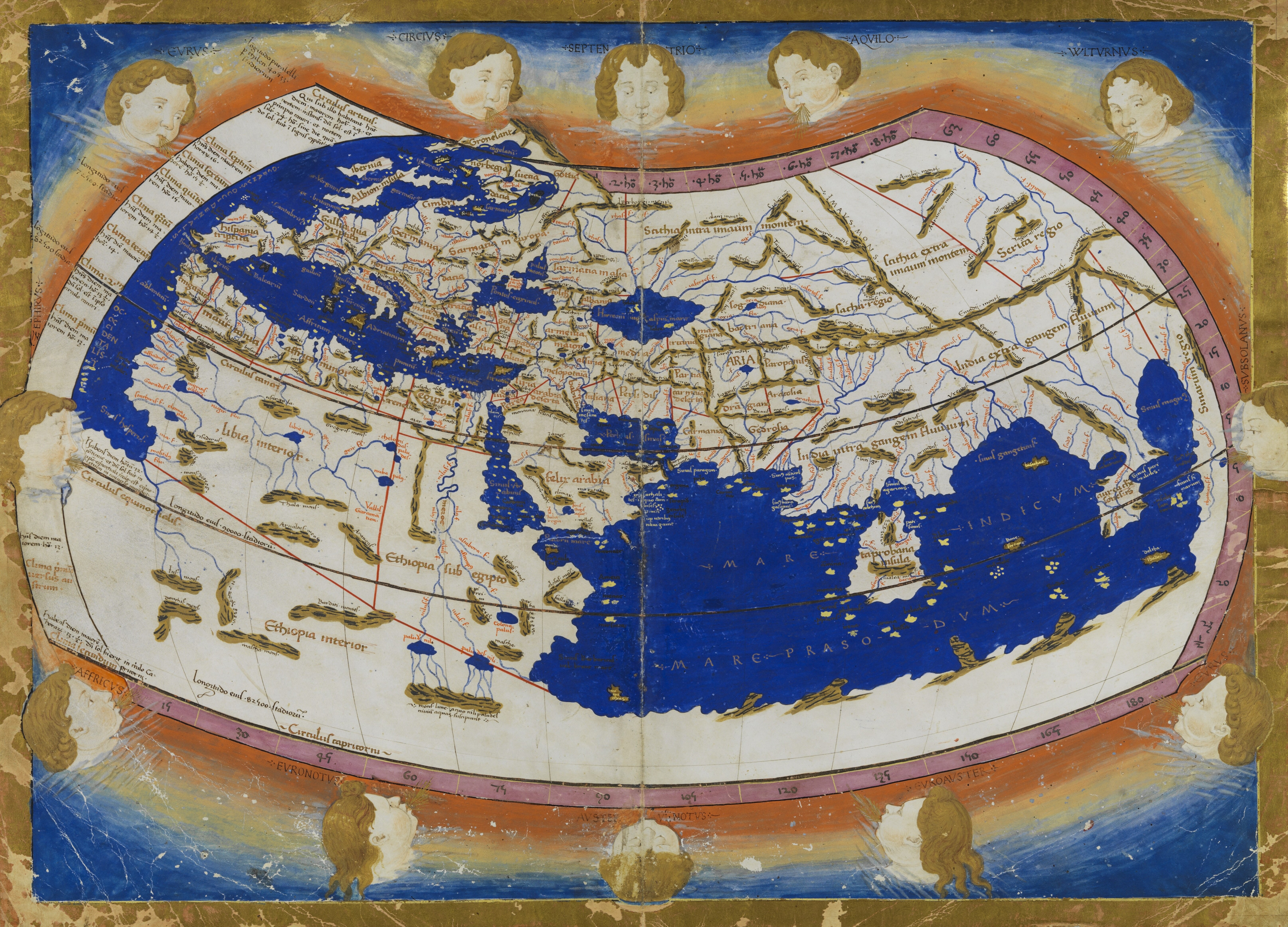
尼古拉·日耳曼努斯的托勒密世界地圖，繪於1467年的本，展示了日耳曼努斯對托勒密地圖使用的二次投影，以及在西北角新加入斯堪地那維亞的地理知識

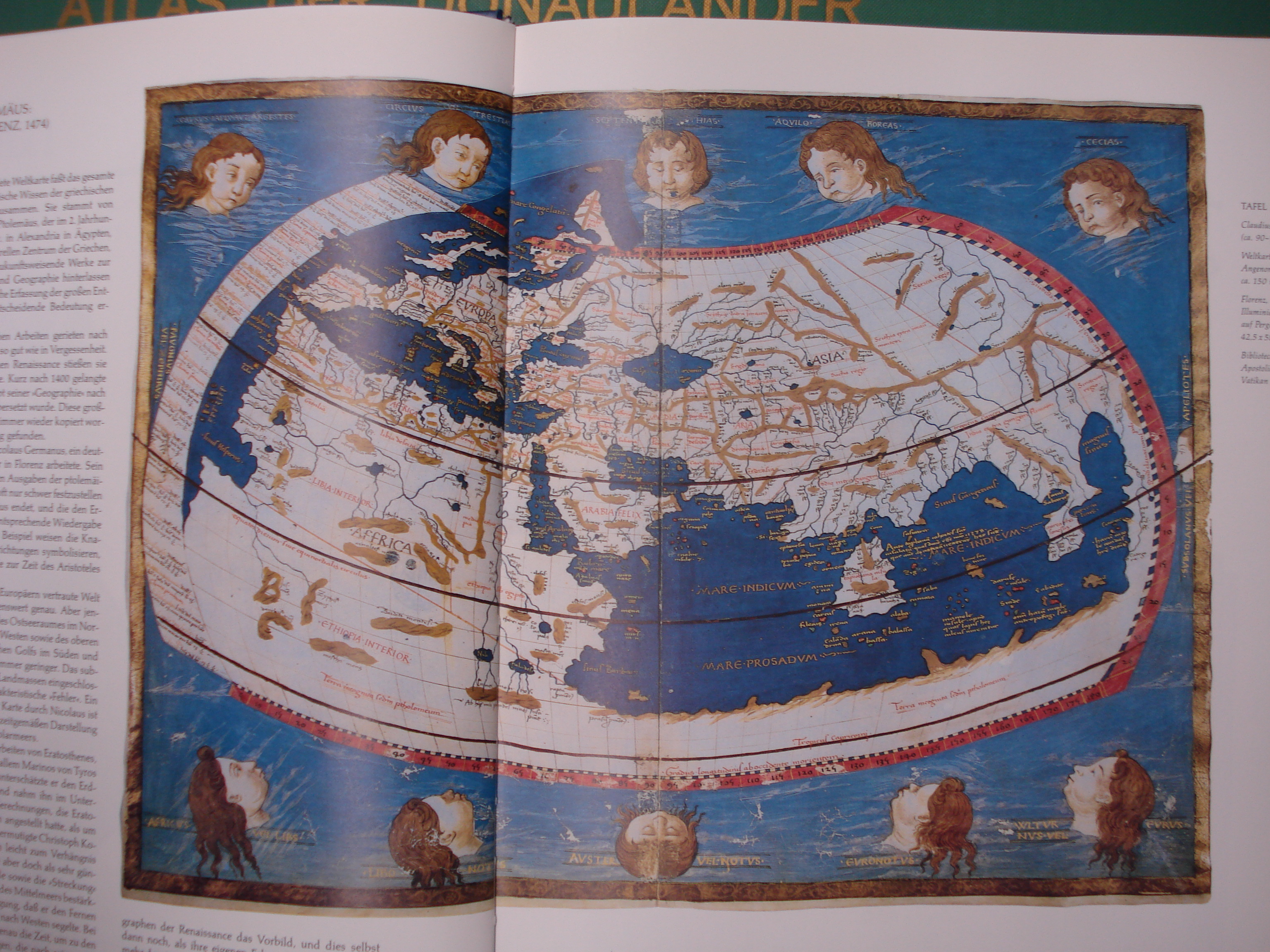
托勒密世界地圖，現代書籍插圖

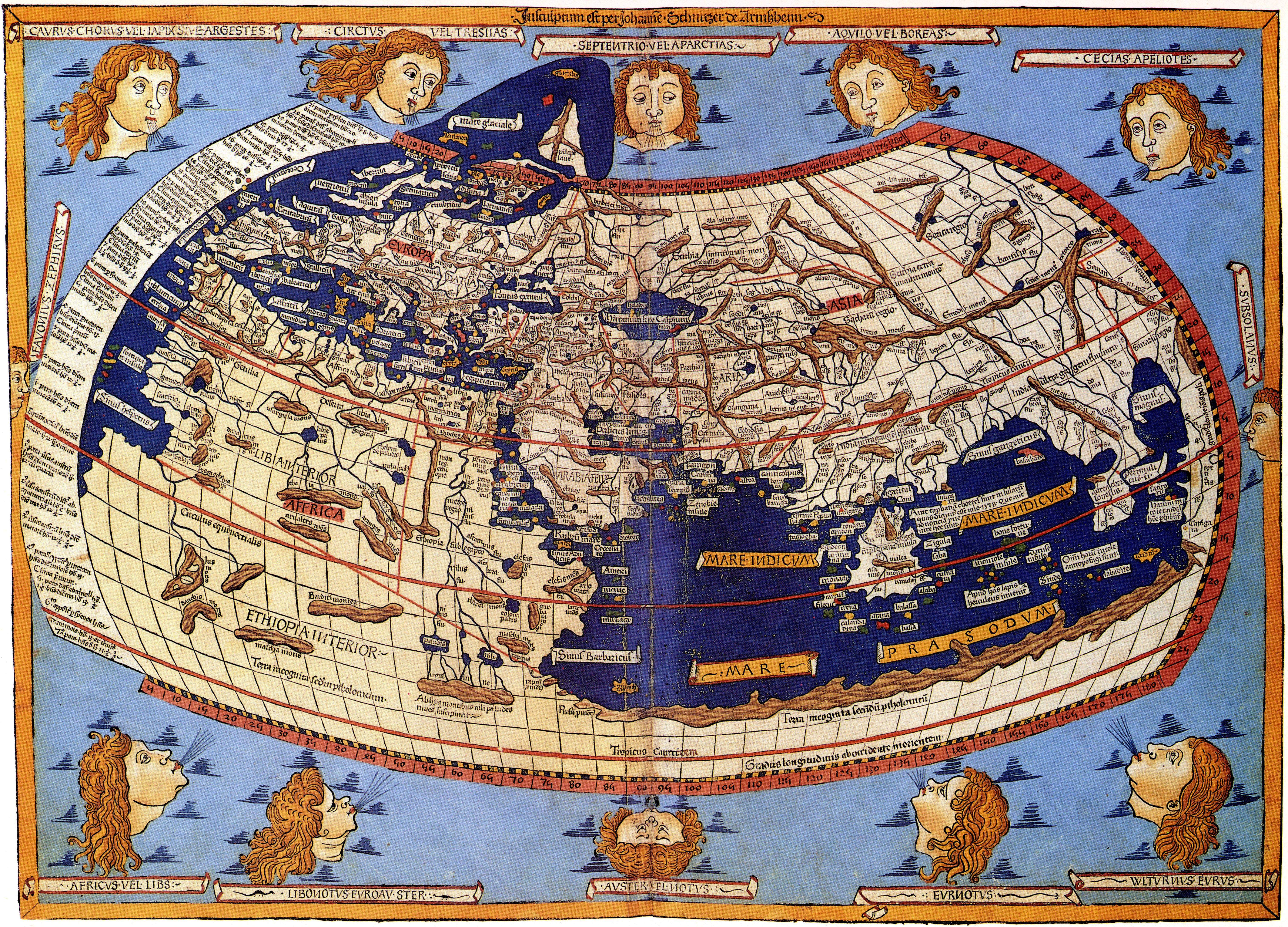
约翰内斯·施尼策（Johannes Schnitzer）的心形托勒密世界地圖，出自霍勒（Holle）1482年版 的托勒密 《地理學指南》

在十五世紀，學者和工匠普遍使用拉丁文起本名。Nicolaus Germanus 是「日耳曼人尼古拉」的拉丁形式。他的全名不詳，名字前有時會加上「Donnus」或「Donus」，這是拉丁語「Dominus」（上帝）的縮寫。

## 生活
尼古拉·日耳曼努斯的早年生活無人知曉。最早的記錄出現在萊辛巴赫修道院（現位於巴登-符腾堡），日耳曼努斯在1442年成為本篤會修道院的院長，似乎曾在1460年左右接受宇宙學方面的培訓，並於1464年到達義大利，先是在佛羅倫薩居住，在那裡他編製了星象表，於1466年首次修訂托勒密的《地理學指南》。後來他移居羅馬，1477年時為梵蒂岡圖書館製造了地球儀和世界地圖。他接著準備了數年，為托勒密地圖冊的更新和修訂工作作準備。關於他最後的活動記錄來自一位日耳曼學者康拉德·塞爾特斯，他在佛羅倫薩見到日耳曼努斯，並紀錄道日耳曼努斯憤憤不平抱怨他人拿走了他在工作的榮譽和利潤。

## 作品

### 托勒密的《地理學指南》
尼古拉·日耳曼努斯是促使托勒密的《地理學指南》現代化和普及的重要人物。至少有15本《地理學指南》手抄本是由日耳曼努斯撰寫而成，或是直接從他的作品中複製而來。除了1482年的佛羅倫薩版本，所有15世紀印刷版本都是源於其手稿。
學者根據涵蓋的地圖數量和採用的投影類型，大致將他的手稿分為三個版本。第一版（約1460年至1466年）只包含了27張以梯形投影繪製的托勒密原版地圖，日耳曼努斯自稱是這份地圖的作者。在所謂的「多尼斯投影」（Donis projection），緯度是由平行線表示，而經線則匯聚在極點。此版為1478年出版、1490年重印的羅馬版《地理學指南》之基礎。另一位製圖師亨利克斯·馬特拉斯·傑馬努斯（Henricus Martellus Germanus）也在1480年的手稿版《地理學指南》採用了梯形投影。
第二版（1466年至1468年）包括二十七張舊地圖和三張新地圖，涵蓋北歐、西班牙和法國。他參考丹麥製圖師克勞迪斯·克拉維斯（Claudius Clavus）所提供的更精確描述來繪製斯堪地那維亞地區（含冰島和格陵蘭），也採用了被托勒密稱為優越但更難建構的組合投影法（homeotheric projection）來繪製世界地圖 。該版本成為1482年和1486年的烏爾姆版的基礎，這是第一部在阿爾卑斯山以北印刷的《地理學指南》，也是第一部在銷售前就先上色的地圖集。它是用約翰內斯·德·阿姆斯海姆（Johannes de Armsheim）準備的木刻版印刷的，他首次引入了雕刻師在地圖上簽名的做法。
最後一次修訂（1468年至1482年）加入了另外兩張描繪義大利和巴勒斯坦的地圖，並將世界地圖擴展到北歐，不過新版中對冰島和格陵蘭的定位顯然不如舊版準確。 1482年印製的伯林格耶里《地理學指南》（Geographia）則混合使用了此版和早期版本的地圖。 
烏爾姆和伯林格耶里的1482版本地圖，包含了第一批印刷的現代地圖（源自日耳曼努斯）。 日耳馬努斯還引入了其它地圖學上的創新，包含使用點或圓圈來標記確切地點以及使用虛線來表示邊界。

### 地球儀
日耳曼努斯在1477 年製造了地球儀和天球儀作為新建梵蒂岡宗座圖書館的列藏，為此獲得了200達克特，又因加入教宗牧徽和提供兩張封面而額外得到7達克特。這些地球儀被列入1481年的清單並保存在教宗廳，直到1527年在羅馬被洗劫期間遺失。此地球儀是記載中最早的現代地球儀，比現存的貝海姆地球儀早了15年。

### 星象學
日耳曼努斯也是一位稱職的星象學家。1466 年，他在佛羅倫薩期間為博爾索·埃斯特公爵準備了一張占星表，展示了他計算未來幾年行星位置的能力。他在羅馬也為教皇保祿二世準備了類似的占星表。

### 引文
1. 1 2 3  Suárez (1992).
2. 1 2 3  Babicz 1987
3. ↑  Fischer 1911
4. ↑  Meurer 2007 pp. 1182-1183
5. 1 2 3 4 5 6  Meurer 2007 pp. 1182-1183
6. 1 2  Campbell 1987 p. 9
7. ↑  Campbell 1987 pp. 9, 123-124
8. ↑  Edson 2007 p. 139